# Ceriagrion kordofanicum
Ceriagrion kordofanicum är en trollsländeart som beskrevs av Friedrich Ris 1924. Ceriagrion kordofanicum ingår i släktet Ceriagrion och familjen dammflicksländor. IUCN kategoriserar arten globalt som livskraftig. Inga underarter finns listade i Catalogue of Life.